# Medalistki mistrzostw Polski seniorów w biegu maratońskim
Medalistki mistrzostw Polski seniorów w biegu maratońskim – zdobywczynie medali seniorskich mistrzostw Polski w konkurencji biegu maratońskiego.
Bieg maratoński kobiet na dystansie 42 195 metrów został rozegrany na mistrzostwach kraju po raz pierwszy w 1981 r., podczas mistrzostw, które odbyły się w Warszawie podczas Maratonu Warszawskiego. Zwyciężyła Anna Bełtowska-Król z Hutnika Kraków, która uzyskała czas 2:55:05.
W latach 1982–1990, 2000-2011, 2013-2014 i 2017-2019 oraz 2021 mistrzostwa rozgrywano podczas Maratonu w Dębnie, w 2012 podczas Maratonu Warszawskiego, a w 2015 i 2016 w Łodzi. 
Najwięcej medali mistrzostw Polski (dziewięć) zdobyła Arleta Meloch, a najwięcej złotych medali (trzy) Renata Walendziak, Arleta Meloch i Monika Stefanowicz.
Aktualny rekord mistrzostw Polski seniorów w biegu maratońskim wynosi 2:26:08 i został ustanowiony przez Aleksandrę Lisowską podczas mistrzostw w 2021 w Dębnie.

## Medalistki
| NR – rekord kraju \| PB – rekord życiowy \| SB – najlepszy wynik w sezonie \| NL – najlepszy wynik w polskich tabelach w sezonie |

| Mistrzostwa   | 1. miejsce                                       | Rezultat   | 2. miejsce                                       | Rezultat   | 3. miejsce                                                           | Rezultat   |
| Warszawa 1981 | Anna Bełtowska-Król Hutnik Kraków                | 2:55:05    | Ewa Szydłowska Piast Gliwice                     | 3:03:04    | Krystyna Zając Górnik Wałbrzych                                      | 3:12:59    |
| Dębno 1982    | Anna Bełtowska-Król Hutnik Kraków                | 2:44:28    | Renata Walendziak Bałtyk Gdynia                  | 2:52:40    | Zofia Turosz Leżajsk                                                 | 3:08:30    |
| Dębno 1983    | Renata Walendziak Bałtyk Gdynia                  | 2:40:49    | Anna Bełtowska-Król Hutnik Kraków                | 2:45:17    | Ewa Wrzosek Pomorze Stargard                                         | 2:52:06    |
| Dębno 1984    | Gabriela Górzyńska Zawisza Bydgoszcz             | 2:39:21    | Anna Bełtowska-Król Hutnik Kraków                | 2:40:20    | Ewa Wrzosek Pomorze Stargard                                         | 2:44:02    |
| Dębno 1985    | Renata Walendziak Bałtyk Gdynia                  | 2:39:27    | Małgorzata Balbuza Bałtyk Gdynia                 | 2:42:12    | Ewa Wrzosek Pomorze Stargard                                         | 2:42:52    |
| Dębno 1986    | Renata Walendziak Bałtyk Gdynia                  | 2:33:20    | Gabriela Górzyńska Zawisza Bydgoszcz             | 2:33:24    | Grażyna Mierzejewska Bałtyk Gdynia                                   | 2:33:44    |
| Dębno 1987    | Ewa Szydłowska Bałtyk Gdynia                     | 2:37:44    | Krystyna Chylińska Start Lublin                  | 2:39:48    | Anna Bełtowska-Król Hutnik Kraków                                    | 2:43:32    |
| Dębno 1988    | Wanda Panfil Lechia Tomaszów Mazowiecki          | 2:32:23    | Krystyna Chylińska Start Lublin                  | 2:35:29    | Ewa Szydłowska Bałtyk Gdynia                                         | 2:36:51    |
| Dębno 1989    | Krystyna Chylińska Start Lublin                  | 2:38:20    | Dorota Dankiewicz Start Lublin                   | 2:40:42    | Stefania Kozik ROW Rybnik                                            | 2:48:04    |
| Dębno 1990    | Krystyna Chmarzyńska TKKF Kolejarz Bydgoszcz     | 2:40:02 PB | Bożena Indrzycka-Niaz Gryf Słupsk                | 2:40:36 PB | Czesława Mentlewicz Kłos Olkusz                                      | 2:44:57    |
| Wrocław 1991  | Ewa Olas Polonia Warszawa                        | 2:43:05    | Marzanna Helbik Górnik Zabrze                    | 2:45:16    | Dorota Gruca Agros Zamość                                            | 2:52:07    |
| Warszawa 1992 | Ewa Olas Polonia Warszawa                        | 2:44:14    | Janina Juszko Zagłębie Lubin                     | 2:49:06    | Wioletta Uryga Zagłębie Lubin                                        | 2:56:01    |
| Wrocław 1993  | Wioletta Uryga Start Polkowice                   | 2:45:06    | Janina Juszko Start Polkowice                    | 2:51:35    | Dorota Gruca Agros Zamość                                            | 2:53:57    |
| Toruń 1994    | Aniela Nikiel Piast Cieszyn                      | 2:37:07    | Janina Malska Kłos Olkusz                        | 2:40:26    | Wioletta Uryga Start Polkowice                                       | 2:42:45    |
| Wrocław 1995  | Wioletta Uryga Start Polkowice                   | 2:44:16    | Anna Kszak Wawel Kraków                          | 2:44:41    | Sławomira Dubiel Wawel Kraków                                        | 2:46:25    |
| Wrocław 1996  | Joanna Gront Tęcza Łódź                          | 2:46:32    | Ewa Olas-Marquette Polonia Warszawa              | 2:48:24    | Anna Kszak Wawel Kraków                                              | 2:49:20    |
| Wrocław 1997  | Aniela Nikiel Piast Cieszyn                      | 2:40:32    | Joanna Gront Tęcza Łódź                          | 2:41:28    | Wioletta Uryga Browar Schöller Namysłów                              | 2:42:53    |
| Wrocław 1998  | Małgorzata Kowalewicz Gwardia Olsztyn            | 2:39:25    | Karina Szymańska LZS Wąbrzeźno                   | 2:40:11    | Elżbieta Jarosz Śląsk Wrocław                                        | 2:42:19    |
| Wrocław 1999  | Wioletta Kryza AZS-ART Olsztyn                   | 2:42;25    | Wioletta Uryga Browar Schöller Namysłów          | 2:49:45    | Anna Kszak Wawel Kraków                                              | 2:59:01    |
| Dębno 2000    | Janina Malska KS Olkusz                          | 2:44:07    | Wioletta Uryga Schöller Namysłów                 | 2:44:34    | Elżbieta Jarosz Śląsk Wrocław                                        | 2:46:33    |
| Dębno 2001    | Elżbieta Jarosz Śląsk Wrocław                    | 2:37:02    | Izabela Zatorska Krośnianka Krosno               | 2:43;21    | Janina Malska KS Olkusz                                              | 2:47:20    |
| Dębno 2002    | Grażyna Syrek Olimpia Poznań                     | 2:37:39    | Karina Wiśniewska Promień Kowalewo Pomorskie     | 2:38:08    | Elżbieta Jarosz Śląsk Wrocław                                        | 2:43:00    |
| Dębno 2003    | Grażyna Syrek Olimpia Poznań                     | 2:32:09    | Monika Drybulska Olimpia Poznań                  | 2:32:24    | Liliana Jopek Olimpia Poznań                                         | 2:53:18    |
| Dębno 2004    | Monika Drybulska Olimpia Poznań                  | 2:33:27    | Edyta Lewandowska RKS Łódź                       | 2:37:02    | Małgorzata Jamróz Warszawianka                                       | 2:39:53    |
| Dębno 2005    | Janina Malska Wawel Kraków                       | 2:41:43    | Arleta Meloch Olimpia Grudziądz                  | 2:41:51    | Joanna Kamińska Budowlani Częstochowa                                | 2:42:34    |
| Dębno 2006    | Krystyna Kuta Olimpia Grudziądz                  | 2:45:03    | Janina Malska Wawel Kraków                       | 2:47:25    | Arleta Meloch Olimpia Grudziądz                                      | 2:54:47    |
| Dębno 2007    | Arleta Meloch Olimpia Grudziądz                  | 2:41:45    | Agnieszka Lewandowska Promień Kowalewo Pomorskie | 2:44:13    | Ewa Brych-Pająk Budowlani Częstochowa                                | 2:49:03    |
| Dębno 2008    | Monika Drybulska Grunwald Poznań                 | 2:33:42    | Edyta Lewandowska RKS Łódź                       | 2:36:12    | Ewa Grzesik LKS Polkowice                                            | 3:07:41    |
| Dębno 2009    | Edyta Lewandowska RKS Łódź                       | 2:35:42    | Agnieszka Janasiak Olimpia Poznań                | 2:38:15    | Ewa Brych-Pająk Budowlani Częstochowa                                | 2:39:48    |
| Dębno 2010    | Dorota Gruca Agros Zamość                        | 2:39:19    | Ewa Brych-Pająk Budowlani Częstochowa            | 2:45:15    | Arleta Meloch Olimpia Grudziądz                                      | 2:48:48    |
| Dębno 2011    | Arleta Meloch Olimpia Grudziądz                  | 2:46:43    | Agnieszka Zrada Vectra-DGS Włocławek             | 2:53:09    | Patrycja Włodarczyk Jawor Jaworzno                                   | 2:56:43    |
| Warszawa 2012 | Agnieszka Ciołek AZS-AWF Wrocław                 | 2:34:15 PB | Katarzyna Durak LUKS Żórawina                    | 2:41:52 PB | Ewa Kucharska Iskra Pszczyna                                         | 2:46:37 PB |
| Dębno 2013    | Agnieszka Gortel-Maciuk AKS Chorzów              | 2:40:03    | Arleta Meloch Olimpia Grudziądz                  | 2:47:45    | Ewa Kucharska Iskra Pszczyna                                         | 2:49:20    |
| Dębno 2014    | Arleta Meloch Olimpia Grudziądz                  | 2:43:02    | Ewa Brych-Pająk Budowlani Częstochowa            | 2:50:13    | Anna Celińska Sprint Bielsko-Biała                                   | 2:53:17    |
| Łódź 2015     | Monika Stefanowicz WKS Grunwald Poznań           | 2:29:28    | Agnieszka Mierzejewska MKS-MOS Płomień Sosnowiec | 2:30:55    | Ewa Kucharska MKS Iskra Pszczyna Izabela Trzaskalska AZS UMCS Lublin | 2:47:24    |
| Łódź 2016     | Agnieszka Mierzejewska MKS-MOS Płomień Sosnowiec | 2:32:04    | Anna Szyszka ŁLKS Prebet Śniadowo Łomża          | 2:46:33    | Monika Kaczmarek AZS Łódź                                            | 2:55:04    |
| Dębno 2017    | Dominika Stelmach RK Athletics Warszawa          | 2:41:13    | Paulina Golec AZS-AWF Kraków                     | 2:41:41    | Arleta Meloch Olimpia Grudziądz                                      | 2:44:46    |
| Dębno 2018    | Karolina Pilarska Meta Lubliniec                 | 2:49:06    | Karolina Waśniewska Technik Radom                | 2:49:34    | Arleta Meloch Olimpia Grudziądz                                      | 2:49:51    |
| Dębno 2019    | Aleksandra Brzezińska MKL Toruń                  | 2:34:51    | Monika Andrzejczak MKL Szczecin                  | 2:38:27    | Andżelika Dzięgiel-Poślada MKL Toruń                                 | 2:42:15    |
| Olesno 2020   | Aleksandra Lisowska AZS UWM Olsztyn              | 2:30:47    | Aleksandra Brzezińska MKL Toruń                  | 2:35:20    | Anna Bańkowska KS Podlasie Białystok                                 | 2:37:56    |
| Dębno 2021    | Aleksandra Lisowska AZS UWM Olsztyn              | 2:26:08 PB | Angelika Mach AZS UMCS Lublin                    | 2:27:48 PB | Izabela Paszkiewicz AZS UMCS Lublin                                  | 2:28:12 PB |
| Dębno 2022    | Monika Jackiewicz MKL Szczecin                   | 2:29:51    | Monika Andrzejczak RAZ Szczecin                  | 2:33:05    | Wioletta Paduszyńska KS Team Baryła Gorzów                           | 2:59:16    |
| Poznań 2023   | Monika Jackiewicz MKL Szczecin                   | 2:31:15    | Emilia Mazek AZS AWF Warszawa                    | 2:36:30    | Ewa Jagielska ŁLKS Prebet Śniadowo Łomża                             | 2:38:01    |
| Łódź 2024     | Aleksandra Brzezińska CWZS Zawisza Bydgoszcz     | 2:34:35    | Emilia Mazek KS AZS AWF Warszawa                 | 2:36:07    | Anna Bańkowska KS Podlasie Białystok                                 | 2:36:33    |

## Klasyfikacja medalowa
W historii mistrzostw Polski seniorów na podium tej imprezy stanęło w sumie 65 biegaczek. Najwięcej medali – 9 – wywalczyła  Arleta Meloch, a najwięcej złotych (3) – Renata Walendziak, Arleta Meloch i Monika Stefanowicz. W tabeli kolorem wyróżniono zawodniczki, którzy wciąż są czynnymi lekkoatletkami.
| Lp. | Zawodniczka                | Złoto | Srebro | Brąz | Razem |
| 1.  | Arleta Meloch              | 3     | 2      | 4    | 9     |
| 2.  | Renata Walendziak          | 3     | 1      | 0    | 4     |
| 2.  | Monika Stefanowicz         | 3     | 1      | 0    | 4     |
| 4.  | Wioletta Uryga             | 2     | 2      | 3    | 7     |
| 5.  | Anna Bełtowska-Król        | 2     | 2      | 1    | 5     |
| 5.  | Janina Malska              | 2     | 2      | 1    | 5     |
| 7.  | Aleksandra Brzezińska      | 2     | 1      | 0    | 3     |
| 7.  | Agnieszka Mierzejewska     | 2     | 1      | 0    | 3     |
| 7.  | Ewa Olas-Marquette         | 2     | 1      | 0    | 3     |
| 10. | Monika Jackiewicz          | 2     | 0      | 0    | 2     |
| 10. | Krystyna Kuta              | 2     | 0      | 0    | 2     |
| 10. | Aleksandra Lisowska        | 2     | 0      | 0    | 2     |
| 10. | Aniela Nikiel              | 2     | 0      | 0    | 2     |
| 10. | Grażyna Syrek              | 2     | 0      | 0    | 2     |
| 15. | Krystyna Chylińska         | 1     | 2      | 0    | 3     |
| 15. | Edyta Lewandowska          | 1     | 2      | 0    | 3     |
| 17. | Ewa Szydłowska             | 1     | 1      | 1    | 3     |
| 18. | Gabriela Górzyńska         | 1     | 1      | 0    | 2     |
| 18. | Joanna Gront               | 1     | 1      | 0    | 2     |
| 20. | Elżbieta Jarosz            | 1     | 0      | 3    | 4     |
| 21. | Dorota Gruca               | 1     | 0      | 2    | 3     |
| 22. | Agnieszka Gortel-Maciuk    | 1     | 0      | 0    | 1     |
| 22. | Małgorzata Kowalewicz      | 1     | 0      | 0    | 1     |
| 22. | Wioletta Kryza             | 1     | 0      | 0    | 1     |
| 22. | Wanda Panfil               | 1     | 0      | 0    | 1     |
| 22. | Karolina Pilarska          | 1     | 0      | 0    | 1     |
| 22. | Dominika Stelmach          | 1     | 0      | 0    | 1     |
| 28. | Ewa Brych-Pająk            | 0     | 2      | 2    | 4     |
| 29. | Monika Andrzejczak         | 0     | 2      | 0    | 2     |
| 29. | Janina Juszko              | 0     | 2      | 0    | 2     |
| 29. | Emilia Mazek               | 0     | 2      | 0    | 2     |
| 29. | Karina Szymańska           | 0     | 2      | 0    | 2     |
| 29. | Agnieszka Zrada            | 0     | 2      | 0    | 2     |
| 34. | Anna Kszak                 | 0     | 1      | 2    | 3     |
| 35. | Małgorzata Balbuza         | 0     | 1      | 0    | 1     |
| 35. | Dorota Dankiewicz          | 0     | 1      | 0    | 1     |
| 35. | Katarzyna Durak            | 0     | 1      | 0    | 1     |
| 35. | Paulina Golec              | 0     | 1      | 0    | 1     |
| 35. | Marzanna Helbik            | 0     | 1      | 0    | 1     |
| 35. | Bożena Indrzycka-Niaz      | 0     | 1      | 0    | 1     |
| 35. | Agnieszka Janasiak         | 0     | 1      | 0    | 1     |
| 35. | Angelika Mach              | 0     | 1      | 0    | 1     |
| 35. | Anna Szyszka               | 0     | 1      | 0    | 1     |
| 35. | Karolina Waśniewska        | 0     | 1      | 0    | 1     |
| 35. | Izabela Zatorska           | 0     | 1      | 0    | 1     |
| 46. | Ewa Kucharska              | 0     | 0      | 3    | 3     |
| 46. | Ewa Wrzosek                | 0     | 0      | 3    | 3     |
| 48. | Anna Bańkowska             | 0     | 0      | 2    | 2     |
| 48. | Izabela Paszkiewicz        | 0     | 0      | 2    | 2     |
| 50. | Anna Celińska              | 0     | 0      | 1    | 1     |
| 50. | Sławomira Dubiel           | 0     | 0      | 1    | 1     |
| 50. | Andżelika Dzięgiel-Poślada | 0     | 0      | 1    | 1     |
| 50. | Ewa Grzesik                | 0     | 0      | 1    | 1     |
| 50. | Ewa Jagielska              | 0     | 0      | 1    | 1     |
| 50. | Małgorzata Jamróz          | 0     | 0      | 1    | 1     |
| 50. | Liliana Jopek              | 0     | 0      | 1    | 1     |
| 50. | Monika Kaczmarek           | 0     | 0      | 1    | 1     |
| 50. | Joanna Kamińska            | 0     | 0      | 1    | 1     |
| 50. | Stefania Kozik             | 0     | 0      | 1    | 1     |
| 50. | Czesława Mentlewicz        | 0     | 0      | 1    | 1     |
| 50. | Grażyna Mierzejewska       | 0     | 0      | 1    | 1     |
| 50. | Wioletta Paduszyńska       | 0     | 0      | 1    | 1     |
| 50. | Zofia Turosz               | 0     | 0      | 1    | 1     |
| 50. | Patrycja Włodarczyk        | 0     | 0      | 1    | 1     |
| 50. | Krystyna Zając             | 0     | 0      | 1    | 1     |

## Zmiany nazwisk
Niektóre zawodniczki w trakcie kariery lekkoatletycznej zmieniały nazwiska. Poniżej podane są najpierw nazwiska panieńskie, a następnie po mężu:
Małgorzata Birbach → Małgorzata Kowalewicz
Krystyna Chmarzyńska → Krystyna Kuta
Agnieszka Ciołek → Agnieszka Mierzejewska
Monika Drybulska → Monika Stefanowicz
Joanna Gront → Joanna Chmiel
Agnieszka Lewandowska  → Agnieszka Zrada
Elżbieta Nadolna → Elżbieta Jarosz
Ewa Olas → Ewa Olas-Marquette
Wioletta Paduszyńska → Wioletta Kuczyńska
Renata Pentlinowska → Renata Walendziak
Karina Szymańska → Karina Wiśniewska
Izabela Trzaskalska → Izabela Paszkiewicz